# Cantonul Sierentz
Cantonul Sierentz este un canton din arondismentul Mulhouse, departamentul Haut-Rhin, regiunea Alsacia, Franța.

## Comune
- Bartenheim
- Brinckheim
- Dietwiller
- Geispitzen
- Helfrantzkirch
- Kappelen
- Kembs
- Kœtzingue
- Landser
- Magstatt-le-Bas
- Magstatt-le-Haut
- Rantzwiller
- Schlierbach
- Sierentz (reședință)
- Steinbrunn-le-Bas
- Steinbrunn-le-Haut
- Stetten
- Uffheim
- Wahlbach
- Waltenheim
- Zaessingue